# Крушето
Крушето е село в Северна България. То се намира в община Горна Оряховица, област Велико Търново.

## География
Село Крушето се намира в северозападната част на община Горна Оряховица и землището му граничи с общините Велико Търново и Полски Тръмбеш. Селото отстои на 20 km от общинския център. При последното преброяване на населението през 2001 г. селото има 1033 жители и 374 домакинства.

## История
Селото се споменава в турски регистър от края на XVII и началото на XVIII век. В списък на пълнолетните мъже християни от Търновските села, съхранен в ориенталския отдел на Народната библиотека Кирил и Методий под сигнатура ВД 97/12 се споменава за село Армутлий, Търновски санджак, под владението на Фуруз бей (днешно Крушето).
В близост до село Крушето се намират останките на Никополис ад Иструм и Калето със запазени и до днес стени. За крепостта Калето или Кале баир, както я наричат турците, съобщава и Стефан Стефанов в книгата си „Старините по долния басейн на Янтра“ от 1956 г. По време на Руско-турската война 1877 – 1878 г. турското население изоставя селото и на 30 януари 1879 г. то е заселено с българи от Еленско и Тревненско. Първите преселници са от махалите Йовковци, Средни колиби, Мрътвица, Чемшири, Харваловци и от Тревненско.
През 1880 г. селото получава българското име Крушето. Първият кмет е Пенчо Станев. През 1881 – 1883 г. турското население се завръща и започва да продава имотите си, за да се пресели в Лозенградско.
През 1883 г. започва строежа на храм, който е завършен през 1884 г. и тържествено осветен от Н.В.П. Търновски митрополит Климент на Димитровден, 26 октомври. Църковни настоятели са Ганчо Йонев, Цаню Колев, Иван Денев, Петър Цонев, Пенчо Станев и Иван Караиванов, а първият свещеник, служил в храма е Тодор Цонев. През 1907 г. е поставена и осветена камбаната на храма.
В църковния двор е построено начално училище. Първите учители са Йордан и Ефтима Загорови. През 1921 година е построена прогимназия „Св. св. Кирил и Методий“. През 1929 г. учителят Петър Поппетров организира детски църковен хор, а през 1930 г. учителката Татяна Козарова основава Младежки Червен кръст. През 1906 г. е учредено читалище „Напредък“ с председател Иван Загоров. През 1901 г. селото се сдобива с гара на новопостроената железопътна линия Русе – Горна Оряховица, която днес е необслужвана спирка. През 1922 г. е създадена кредитна кооперация с председател Иван Иванов. През 1900 г. е открито земеделско училище „Боруш“ гара Крушето.
При преброяването през 1893 г. населението на село Крушето е 624 жители.

## Население
Численост на населението според преброяванията през годините:
| \| Година на преброяване \| Численост \| \| --------------------- \| --------- \| \| 1934 \| 1285 \| \| 1946 \| 1480 \| \| 1956 \| 1511 \| \| 1965 \| 1594 \| \| 1975 \| 1360 \| \| 1985 \| 1248 \| \| 1992 \| 1099 \| \| 2001 \| 1026 \| \| 2011 \| 653 \| \| 2021 \| 577 \| |           |
| Година на преброяване | Численост |
| 1934 | 1285      |
| 1946 | 1480      |
| 1956 | 1511      |
| 1965 | 1594      |
| 1975 | 1360      |
| 1985 | 1248      |
| 1992 | 1099      |
| 2001 | 1026      |
| 2011 | 653       |
| 2021 | 577       |

### Етнически състав
Преброяване на населението през 2011 г.
Численост и дял на етническите групи според преброяването на населението през 2011 г.:
|                     | Численост | Дял (в %) |
| Общо                | 653       | 100.00    |
| Българи             | 516       | 79.01     |
| Турци               |           |           |
| Цигани              |           |           |
| Други               |           |           |
| Не се самоопределят | 74        | 11.33     |
| Неотговорили        | 59        | 9.03      |

## Културни и природни забележителности
Селото се намира на левия бряг на река Росица, близо до вливането ѝ в река Янтра, на 21 км северно от гр. Горна Оряховица и на 26 км северно от гр. Велико Търново.
Красивото разположение на селото го прави удобно място за лов и риболов. Първият български световен шампион по класическа борба – Никола Петров, често посещава селото, за което има запазени снимки. Селото е посещавано от цар Борис III и брат му Кирил през 1934 година. Храмът на селото – „Свети Димитър“, е съграден през 1884 година и е осветен от Митрополит Климент (Васил Друмев). Гост на селото е бил генерал Владимир Стойчев – командващ Първа Българска армия. През 1999 година генерал Богомил Бонев открива паметник на загиналите във войните. През 2006 година читалището в селото чества 100 години.

## Редовни събития
- Събор на с. Крушето на 26 октомври (Димитровден), по случай празника на селото (годишнина от основаването на селото през 1879 и от освещаването на храм „Св. Димитър“ през 1884 г.)

## Личности
В селото е роден и живее вратарят на ФК „Етър“ – гр. Велико Търново Петър Петров. Той е вратарят, на когото Георги Аспарухов – Гунди вкарва последния в живота си гол.
- Петър Бочев (1920 – 1944), военен ас, летец
- Васил Ченков (1918 - ?), писател, сценарист на игралния филм "Карай по правия..."1966 г.
- Николай Искъров (1951 - 2001), поет, почетен гражданин на гр. Бургас
- Иван Маринов Иванов ( р. 1953 ), изтъкнат хореограф, почетен гражданин на гр. Шумен